# Massacre de Lyngiádes
Le massacre de Lyngiádes, en grec moderne : Σφαγή των Λιγκιάδων / Sfagí ton Likiádon, qui a lieu le 3 octobre 1943, est un crime de guerre allemand, perpétré par des membres de la 1re division de montagne, de la Heer de la Wehrmacht, pendant l'occupation de la Grèce par l'Axe. Le village de Lyngiádes, près de Ioannina, au nord-ouest de la Grèce, est arbitrairement choisi comme cible de représailles, par la Wehrmacht, en raison du meurtre d'un officier allemand, par des membres de la résistance grecque. La grande majorité des 83 victimes sont des enfants, des femmes et des personnes âgées. 

## Contexte
Des groupes de résistance grecs sont actifs dans le nord-ouest de la Grèce, en Épire, pendant la Seconde Guerre mondiale. En une occasion, une unité de la Ligue nationale démocratique grecque (EDES) tend une embuscade à un convoi allemand, près de Préveza. À la suite de cette action, le commandant du régiment, le colonel Josef Salminger, est abattu par des résistants grecs. Salminger est connu pour avoir orchestré diverses attaques contre des civils, comme le massacre de Komméno, du 16 août 1943, qui a entraîné la mort de 317 villageois.
Le village de Lyngiádes n'a pas pu être clairement relié, par les services secrets allemands, à une quelconque activité de résistance. Une des raisons pour lesquelles il est choisi comme cible pourrait être le fait que le village était visible depuis la capitale régionale voisine de Ioannina, donc sa destruction répandrait probablement la peur parmi la population locale..

## L'attaque
Le 3 octobre 1943, six camions de soldats allemands de la division dite Edelweiss envahissent le village de Lyngiádes. Ce jour-là, la plupart des hommes sont dans leurs champs ou font paître leurs animaux,,.
Tous ceux qui ne peuvent pas s'échapper sont traînés par les soldats allemands jusqu'à la place centrale du village. Après que les habitations aient été fouillées et pillées, tous les civils sont divisés en petits groupes et conduits dans les caves des différentes habitations. Là, ils sont abattus par des mitrailleuses. À part l'église et l'école du village, tous les bâtiments du village sont incendiés. La grande majorité des victimes sont des enfants, des nourrissons, des femmes et des personnes âgées : 38 jeunes enfants et nourrissons, 29 femmes et 16 personnes âgées.
Cinq civils réussissent à survivre : deux adultes et trois enfants. Ils ont fait semblant d'être morts parmi les cadavres et se sont ensuite échappés des bâtiments en feu en montant par la cheminée.

## Hommage
Le 7 mars 2014, le président allemand Joachim Gauck se rend à Lyngiádes, en compagnie de son homologue grec, Károlos Papoúlias. Gauck est le premier représentant officiel de l'Allemagne, à visiter le site et il exprime ses excuses pour les atrocités commises par les troupes de la Wehrmacht, :

« Avec honte et douleur, je demande au nom de l'Allemagne aux familles des victimes le pardon... Je m'incline devant les victimes pour ce crime monstrueux. »

## Source de la traduction
- (en) Cet article est partiellement ou en totalité issu de l’article de Wikipédia en anglais intitulé « Lyngiades massacre » (voir la liste des auteurs).